# 沃特福德 (康乃狄克州)
沃特福德（英語：Waterford）是一個位於美國康乃狄克州新倫敦縣的城鎮。

## 地理
沃特福德的座標為41°20′59″N 72°08′49″W / 41.34972°N 72.14694°W，而該地的平均海拔高度為116米（即381英尺）。

## 人口
根據2010年美國人口普查的數據，沃特福德的面積為115.40平方千米，當中陸地面積為84.90平方千米，而水域面積為30.50平方千米。當地共有人口19517人，而人口密度為每平方千米169.12人。